# 障害者専用乗降地
障害者専用乗降地（しょうがいしゃせんようじょうこうち）とは、駅前や病院・役所など各種施設で、障害者・病気・怪我等で自動車から安全に乗降することを目的としたスペースのことである。